# 5 Kanal
5 Kanal (ukrainisch: 5 канал; Englisch: Kanal 5) ist ein Fernsehsender in der Ukraine, der sich früher im Besitz des Geschäftsmanns und fünften Präsidenten der Ukraine, Petro Poroschenko, befand.
Der Sender wurde während der Präsidentschaftswahlen 2004 als erster großer Sender bekannt, der kritische Sendungen über den Kandidaten Wiktor Janukowytsch anbietet. Das gesamte Personal des Kanals ging in den Hungerstreik, als (damals Ende 2004) die Regierung drohte, ihn zu schließen.
Laut dem ukrainischen Medienwächter Telekrytyka waren Kanal 5 und TVi Mitte Mai 2010 die einzigen verbleibenden Fernsehsender mit unabhängiger und fairer TV-Berichterstattung.
Poroschenko verkaufte den Kanal kurz nach der Verabschiedung des Anti-Oligarchengesetzes im November 2021.

## Geschichte
1995 wurde die NBM TV and Radio Company in Tschernowitz gegründet. Zu dieser Zeit waren die vorrangigen Tätigkeitsbereiche des Unternehmens der regionale TV-Kanal NBM und das westukrainische Radionetzwerk Niko FM. Anschließend erhielt das Unternehmen Rundfunklizenzen in 12 Regionen und ging auf Satelliten.
Von 1998 bis zum Frühjahr 2000 arbeitete TRK NBM mit CJSC MMC-STB zusammen, das zusammen mit der Intermart Corporation diesen Kanal besaß. Aber aufgrund von Meinungsverschiedenheiten zwischen den Eigentümern der Gründer dieser Partner wurden ausgeschlossen. Danach war der Kanal wieder ein unabhängiger Kanal, bis er von Petro Poroschenko gekauft wurde.
Im Februar 2001 erschien die Express-Inform TV and Radio Company, die 1993 in Kiew als Wirtschaftsnachrichtenstudio gegründet wurde, auf dem ukrainischen Äther.
Im August 2002 beginnt der Kanal mit der Übertragung in Kiew.
Im Jahr 2003 schufen NBM und Express-Inform 5 Kanal. Die Idee und das Konzept des Kanals gehören den Journalisten Andriy Shevchenko, Roman Skrypin und Yevhen Hlibovytsky, die aufgrund der Zensur die Fernsehsender Novyi Kanal, STB und 1 + 1 verlassen. Seit seiner Gründung hat sich 5 Kanal als „ehrlicher Nachrichtensender“ positioniert. Im selben Jahr unterzeichneten Journalisten, Führungskräfte und Eigentümer des Kanals eine Vereinbarung über die Arbeitsweise, die es den Eigentümern untersagte, sich in den Prozess der Nachrichtenproduktion einzumischen, und verabschiedeten die Grundsätze der redaktionellen Politik.
Während der Präsidentschaftswahlen 2004 war 5 Kanal der einzige Fernsehsender, der sowohl der Regierung als auch der Opposition Sendezeit zur Verfügung stellte. Mitarbeiter des Kanals beklagten sich über den Druck der Behörden und regierungsfreundlicher Politiker.
Am 7. Oktober 2004 kritisierte und beschuldigte 5 Kanal-Besitzer Petro Poroschenko scharf Volodymyr Sivkovych, den Vorsitzenden der parlamentarischen Kommission für den Fall der Wiktor-Juschtschenko-Vergiftung, „das Szenario der Bankowa zu erfüllen“. Eine Woche später, auf Antrag von Sivkovich, wurden die Bankkonten des Kanals blockiert, wonach die Journalisten des Kanals in einen Hungerstreik gingen. Um sich vor der Schließung zu schützen, begann der Kanal sogar mit einer teilweisen Weiterverbreitung der Sitzungen der Werchowna Rada aus der Ukraine und einigt sich auf ein entsprechendes Abkommen.
Während der Orangen Revolution wechselte 5 Kanal rund um die Uhr zu Nachrichtensendungen und live auf dem Unabhängigkeitsplatz in Kiew und anderen Hotspots in der ukrainischen Hauptstadt. Aus diesem Grund erreichte die Bewertung des Kanals Rekordwerte - nach dem Publikum belegte 5 Kanal den dritten Platz im Land, so dass nur Inter und 1 + 1 übrig blieben, die eine große Abdeckung des nationalen Fernsehsenders hatten.
Im Februar 2005 wurde eine Änderung des Kanalformats angekündigt - der Kanal erklärte sich zum „ersten Informationskanal“. Am 14. März 2005 wurden Unterhaltungs- und Musikprogramme, Spielfilme usw. aus dem Äther entfernt, so dass nur Nachrichten, Dokumentationen, analytische und journalistische Programme und Programme über den Tourismus übrig blieben. Gleichzeitig verließ der Leiter des Nachrichtendienstes, Andriy Shevchenko, den Kanal und wurde durch Roman Skrypin ersetzt.
Im Mai 2006 verließ Roman Skrypin auch den Kanal und behauptete, dass es keine Entwicklung gebe und dass das Entscheidungssystem des Kanals gestört worden sei - insbesondere die Ernennung eines neuen Chefredakteurs fand ohne Diskussion mit ihm als Chefredakteur statt.
2007 begann 5 Kanal das neue Jahr mit einem neuen Programmraster, das auf dem Prinzip der „horizontalen Linien“ aufbaute. Alle Nachrichteninhalte wurden in Blöcke unterteilt, von denen jeder einen festen Platz im Programmraster hatte. Es wurde eine grundlegend neue Struktur von Nachrichten aufgebaut, die Gesamtzahl der Informationsnachrichten stieg von 40 auf mehr als 60.
Anfang Juni 2010 bestätigte das Gericht die Forderungen der Inter-TV-Kanalgruppe und erklärte die Entscheidung des Nationalrats anderthalb Jahre zuvor für nichtig, 5 Kanal- und TVi-Frequenzen für den Rundfunk bereitzustellen.[13] Journalisten dieser Fernsehsender erklärten den Einfluss auf die Gerichtsentscheidung des Leiters des Sicherheitsdienstes der Ukraine Valery Chorooshkovsky, der auch Eigentümer der Gruppe "Inter" war.
Am 18. August 2010 wurde die 5 Kanal-Website aufgrund eines DDOS-Angriffs geschlossen.
Am 25. August 2011 stellte der ukrainische Unabhängigkeits-TV-Marathon, veranstaltet von Tetyana Danylenko und Pavlo Kuzheev, einen neuen Weltrekord auf - 52 Stunden kontinuierliche Übertragung.[16] Im Oktober wurde der Telethon in den Guinness-Weltrekorden eingetragen.
Im März 2012 begann 5 Kanal zusammen mit der Nachrichtenagentur RegioNews mit der Ausstrahlung von Pressekonferenzen in der Live-Medienhalle von RegioNews.
Am 18. Februar 2014 wurde 5 Kanal von den Luft-, Kabelnetzen und Satellitensendungen fast in der ganzen Ukraine aufgrund der Berichterstattung über den Angriff der Euromaidan-Sicherheitskräfte auf den Unabhängigkeitsplatz in Kiew getrennt, aber die Sendung wurde später wieder aufgenommen.
Seit dem Frühjahr 2014 wurde dem Kanal wiederholt von unbekannten Personen gemeldet, dass der Kanal abgebaut wurde (dies geschah zum dreizehnten Mal am 15. November 2014), was seinen Betrieb zum Zeitpunkt der Suche nach dem Sprengstoff einstellte.
Ab dem 5. September 2016 sendet der Fernsehsender im 16:9-Format.
Im Januar 2019 gab es eine Neuumschaltung von 5 Kanal und Pryamiy Kanal, wodurch Pryamiy Kanal auf MX-2 Multiplex und 5 Kanal auf MX-5 Multiplex umgestellt wurde.
Am 31. Mai 2019 wurde der Gastgeber von 5 Kanal, Vitaliy Haidukevich, in den zentralen politischen Rat der Europäischen Solidaritätspartei gewählt.
Am 10. Oktober 2019 startete der Fernsehsender eine HD-Version auf dem Satelliten Astra 4A.
In der Nacht vom 1. Januar 2020 sendete der Fernsehsender zusammen mit Pryamiy Kanal die Ansprache von Petro Poroschenko an die Bürger anstelle der Neujahrsansprache des Präsidenten. Die Adresse von Volodymyr Zelensky erschien nach Mitternacht auf Fernsehsendern.
Im November 2021 verkaufte Poroschenko den Kanal zusammen mit Pryamiy, kurz nachdem Präsident Zelenskiy das Anti-Oligarchen-Gesetz unterzeichnet hatte. Der Kanal befindet sich jetzt im Besitz der Free Media Holding, zu der „Medienmitarbeiter, Persönlichkeiten des öffentlichen Lebens und Oppositionsabgeordnete aus dem Kreis von Journalisten“ gehören, so eine Erklärung, die auf der Website des Kanals veröffentlicht wurde.

## Satellitenfunk
- Satellit – Astra 4A (5 ° E)
- Frequenz – 12284 MHz
- Polarisation – vertical (V)
- Die Geschwindigkeit beträgt 27500
- FEC – 3/4
- Chiffriert – FTA

## Korrespondenten
- Andriy Shevchenko (2003–05),
- Roman Skrypin (2003–06),
- Hanna Homonai (2004),
- Tetyana Danylenko (2004–2017),
- Yevhen Hlibovytsky (2005–06),
- Svyatoslav Tseholko (2004–2014),
- Lidiya Taran (2006–09)

## Kritik
Am 1. Dezember 2016 berichtete die deutsche Zeitung Frankfurter Allgemeine Zeitung, dass sieben Mitarbeiter der Redaktion des Senders angeben, dass sie mehrere Jahre in Folge Geld über das Doppelbuchhaltungssystem erhalten haben.